# Galerías Guadalajara
Galerías Guadalajara es un centro comercial ubicado en la ciudad mexicana de Zapopan, Jalisco, dentro del área conurbada de Guadalajara.El proyecto fue diseñado por Grupo Link, y fue construido sobre la obra negra abandonada de un centro comercial que nunca pudo ser completado y que iba a llamarse Plaza Hemisferia. El centro comercial es uno de los más grandes y exclusivos en el occidente del país.[cita requerida] Cuenta con 220 locales comerciales y una superficie de 160.000 m². Galerías también cuenta con un espacio dedicado al arte, en la que distinguidos expositores como: Juan Soriano, Rufino Tamayo, José Fors, entre otros han mostrado sus obras. El centro comercial abrió sus puertas en noviembre de 2003, siendo en ese momento un centro comercial innovador por su amplitud, exclusividad y por ser uno de los primeros centros comerciales de la ciudad totalmente techado.

Exterior de la entrada principal de la plaza Galerías Guadalajara y a la izquierda de una tienda departamental Liverpool.